# Deslocado
Deslocado är en låt framförd av den portugisiska musikgruppen Napa. Låten, som är skriven av musikgruppen själva, representerade Portugal i Eurovision Song Contest 2025 i Basel i Schweiz där den slutade på 21:a plats i finalen.